# Mario Ginanjar
Mario Ginanjar (n. 11 de marzo de 1982, Yakarta), es un cantante indonesio que se hizo conocer junto a una banda musical llamada Kahitna. Su carrera comenzó desde que se unió a dicha agrupación a partir del 2003. Más adelante se hizo conocer con su primer tema musical titulado "Beda", lanzado en el 2012.

## Biografía
Nació el 11 de marzo de 1982 en Yakarta, su pasión por el canto y la música empezó cuando tenía unos 5 años de edad. Interpretó una canción tiualada "I Just Called To Say I Love You", perteneciente al cantante Stevie Wonder. Desde enrtonces ese fue el primer inicio de su carrera musical. Sus primeros estudios de música, lo cursó en "Elfa Music", durante su cuarto grado. Más adelante al llegar al sexto grado, empezó a cantar profesionalmente y los oyentes al escucharlo se quedaron sorprendidos por su voz y su talento. Fue además uno de los intérpretes más apreciados por el público, aunque su estilo musical fue comparado a la par de la cantante estadounidense, Mariah Carey. Mario además pertenece a una familia dedicada a la música, su madre era una cantante de un salón de hotel y su papá tenía algún tipo de bibliotecas de estudio. Su abuelo durante su vida, era director de orquesta y abuela era cantante de una iglesia.

## Discografía
Bersama Kahitna
- Cinta Sudah Lewat (2003)
- Soulmate (2006)
- Lebih Dari Sekedar Cantik (2010)
- Cerita Cinta: 25 Tahun Kahitna (2011)

Singles
- Beda (2012)